# سومیره ماتسوبارا
سومیره ماتسوبارا (انگلیسی: Sumire Matsubara; ۱۵ ژوئیهٔ ۱۹۹۰ – ) خواننده، بازیگر، شخصیت‌های تلویزیونی در ژاپن، و مدل (شخص) اهل ژاپن بود. وی از سال ۲۰۰۶ میلادی تاکنون مشغول فعالیت بوده‌است.